# Wiorsta
Wiorsta (ros. верста́ wierstá, lm. вёрсты wiórsty) – dawna (niemetryczna) rosyjska miara długości. Wielkość tej jednostki miary była zróżnicowana, zależała bowiem od długości sążnia. Prawo Imperium Rosyjskiego ustanowiło system miar w 1835 i wiorsta (liczona jako 500 sążni) stanowiła równowartość 1,0668 km. Wiorsta była stosowana także na części ziem polskich – w Królestwie Polskim (Kongresówce) od 1849 do wprowadzenia systemu metrycznego w 1918. 7 wiorst, czyli 7146 metrów, stanowiło 1 milę polską (mila 7-wiorstowa). „Słownik ilustrowany języka polskiego” Michała Arcta (1916) określał wielkość wiorsty jako 1064,5 metra.
| okres                                                  | wiorsta       | wiorsta geodezyjna (межевая верста) (do pomiaru działek i odległości między osadami) |
| ------------------------------------------------------ | ------------- | ------------------------------------------------------------------------------------ |
| system czernihowsko-moskiewsko-włodzimiersko-suzdalski | 1064 m        |                                                                                      |
| XV–XVI w                                               | 1080 m        |                                                                                      |
| XVII–XVIII w.                                          | ok. 1080 m    | ok. 2160 m                                                                           |
| po 1753                                                | 1076,88 m     | 2153,76 m                                                                            |
| po 1835                                                | 1066,790424 m |                                                                                      |

Rosyjskie mapy wykonywane były w skali dopasowanej do wiorst:
- jednowiorstowe – 1:42 000
- dwuwiorstowe – 1:84 000
- trzywiorstowe – 1:126 000

Słupy wiorstowe
Wzdłuż dróg Kongresówki ustawiano drewniane słupy wiorstowe, które zostały wprowadzone „Postanowieniem Namiestnika Królestwa z 28 września 1825 o zaprowadzeniu słupów wierstowych przy wszystkich traktach pocztowych”. Dokument określał, że na każdym słupie „wyrażona być powinna na tablicy liczba wierst między jedną a drugą stacją, a na dole liczba wierst całego traktu, rachując od Warszawy do głównego jakiego punktu. Pod tablicą ma być wypisane miasto lub wieś, na którego gruncie słup się znajduje. Wszystkie napisy mają być wyrażone  na polu białym kolorem czarnym, a na polu czarnym kolorem białym”. Z kolei oznaczenia setkowe i mostowe wykonywano z kamienia, w formie lekko obrobionych prostopadłościanów. Odpowiednie oznaczenie miało być nanoszone czarną farbą na białej apli. W zależności od rodzaju znaku, apla była owalna lub prostokątna. Postanowienie zostało jednak szybko (w dwa dni) zmienione postanowieniem Rady Administracyjnej, która zdecydowała „o przemalowaniu na kolory w państwie rosyjskim używane: słupów, szlabanów, latarń i celbud”. Oznaczenia drogowe – także te stare – miały, w terminie do końca 1834 roku, zostać przemalowane na kolorystykę trójbarwną, w kolorach: czarnym, pomarańczowym i białym na ukośnych pasach. Po dziesięciu latach namiestnik nakazał, by drogowskazy uzupełnić o napisy w języku rosyjskim. W 1843 warszawski inżynier Wilhelm Kolberg przygotował projekt nowego wzorca słupów wiorstowych. Projekt zakładał wykonanie całej konstrukcji z lanego żelaza, ze spiralnym szlakiem na trzonie słupa, co wykluczało jego różnobarwne malowanie. Projekt utrzymywał wcześniejszą zasadę orientowania słupa względem najbliższych stacji pocztowych, wyrażona w liczbie wiorst zapisanych na płaszczyznach zwieńczenia znaku. Na ośmiobocznym cokole słupa przewidziano płaszczyzny do zapisania wartości określających dystans jaki dzielił słup od początku i końca traktu. Rozwiązanie zostało zaakceptowane przez cesarza i prawdopodobnie było przewidziane do wdrożenia na terenie całego Imperium. Wprowadzanie zmian rozpoczęło się od oznaczeń rozbudowywanych szlaków Królestwa Polskiego. W 1845 i 1846 wprowadzono kolejne korekty – podbudowa, budowana na planie kwadratu, miała lekko spiętrzoną formę, a zwieńczenie było odpowiednio wymodelowane, by oznaczyć kierunek traktu. Najprawdopodobniej taka forma słupa obowiązywała aż do odzyskania niepodległości przez Polskę.

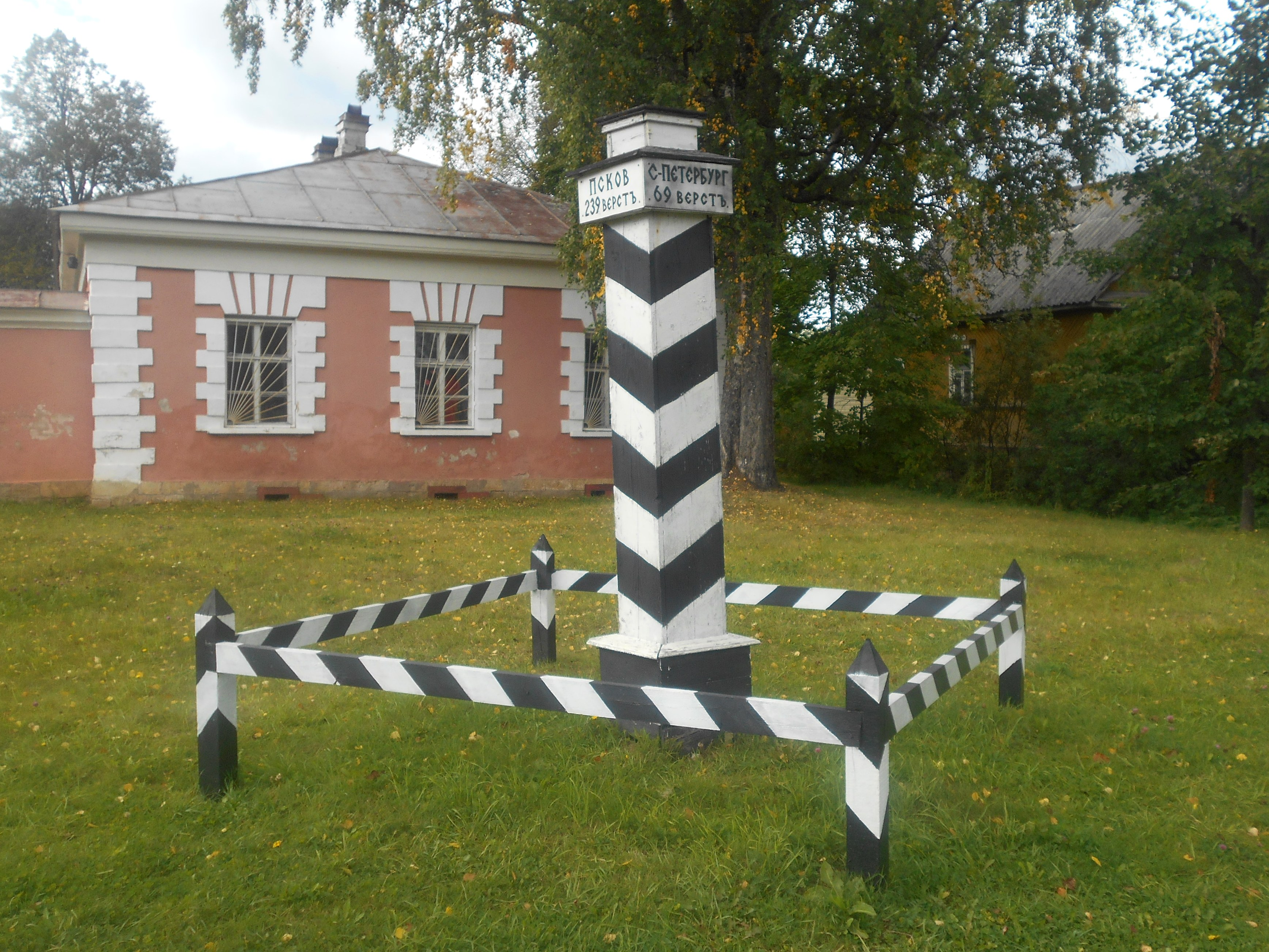
Drewniany, malowany słup wiorstowy
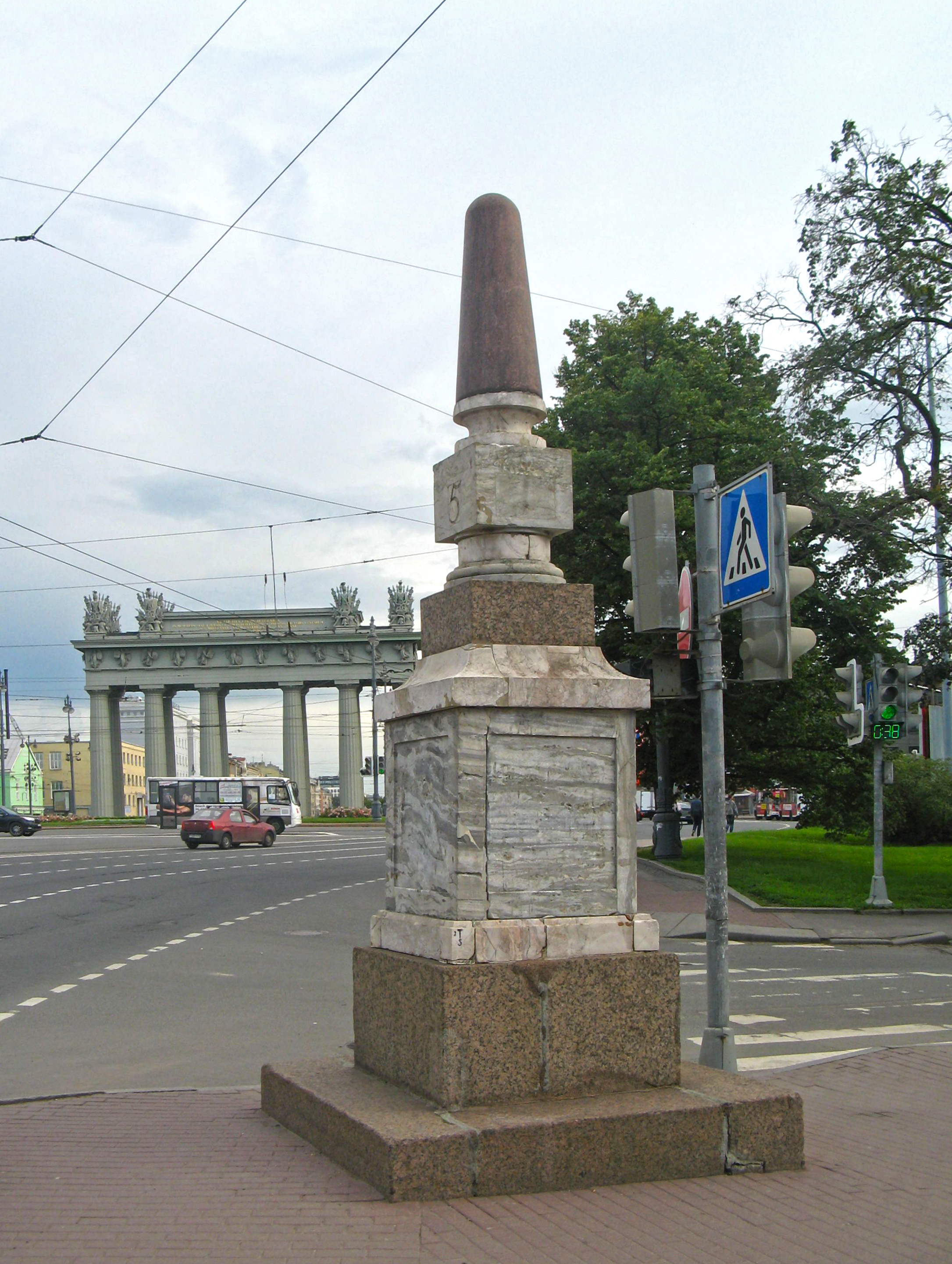
Kamienny słup wiorstowy w Sankt Petersburgu
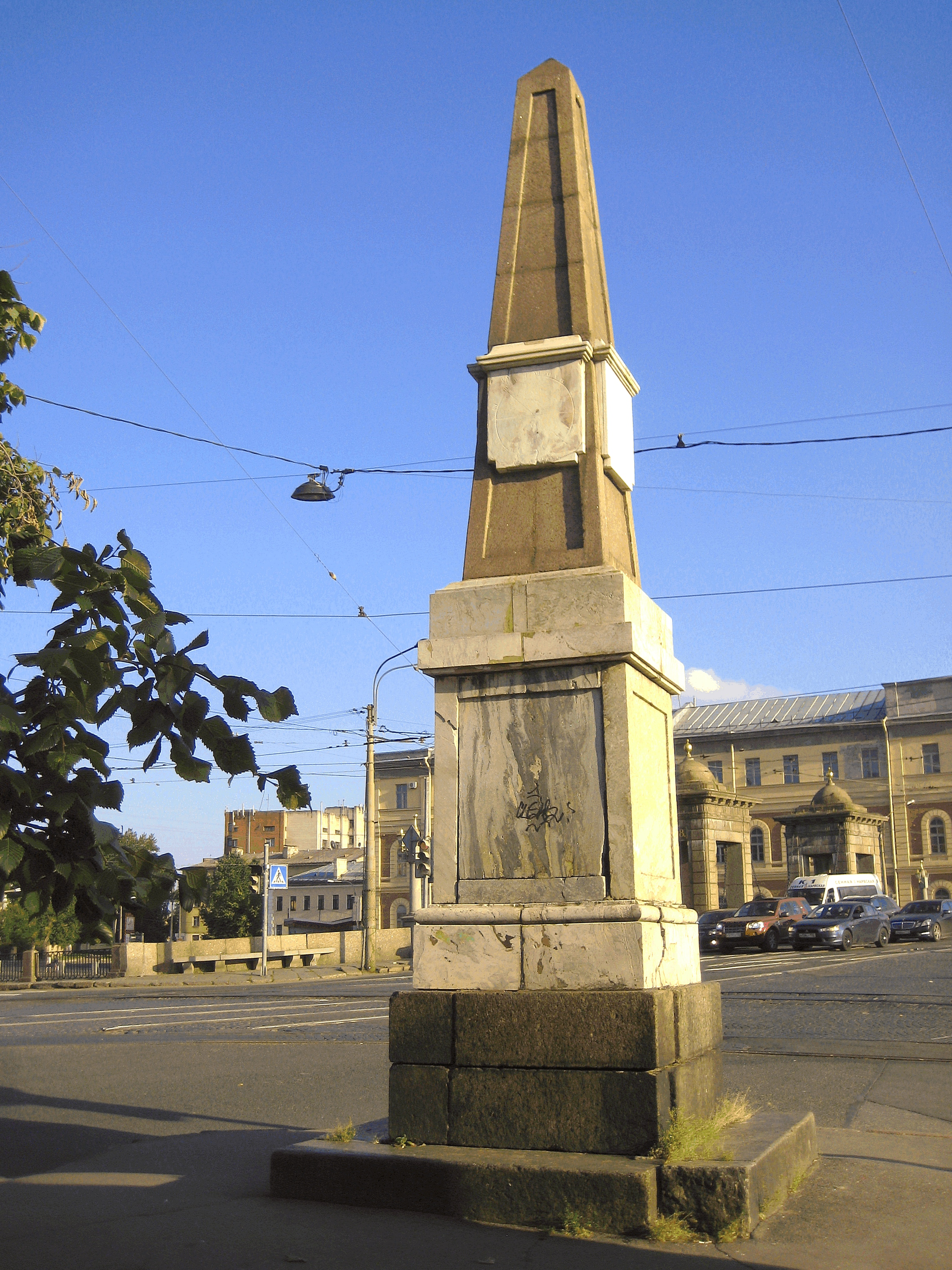
Inny typ kamiennego słupa wiorstowego
Słup na fladze Czeremchowa